# 和田颯
和田 颯（わだ はやて、1994年2月3日 - ）は、日本の歌手、ダンサー、俳優。群馬県伊勢崎市出身。5人組アーティスト「Da-iCE」のパフォーマー。身長163cm。体重48.7kg。スリーサイズC80・W58・H82。血液型O型。エイベックス・マネジメント所属。

## 経歴
- 2016年9月、TRFのSAMプロデュースのPOWER STATION vol.9にて初のナンバーを手がける。グループ最年少ながら一番長いダンス歴を持ち、そのスキルを活かした動画作品「Wagic Hour Works」シリーズをHayate(Da-iCE)名義で公開中。ワークショップの開催やイベント出演等果たす。
- 2020年、全編NYで撮りおろした、待望のソロ1st写真集「25」を誕生日である2月3日に発売。
- 近年は俳優活動にも積極的で、多数の映像作品へ出演を果たし活動の幅を広げている。
- 2020年3月、テレビ朝日系連続ドラマ「M 愛すべき人がいて」に出演し、3人組ユニット「OTF」のキーボーディストを演じる。
- 2020年11月、小学館「Cheese！」にて連載中の大人気コミックス実写ドラマ化作品「社内マリッジハニー」に出演。主人公の会社の先輩・松下和彌 役を演じる。
- ABEMA「恋するメソッド」Season1ではレギュラー出演を果たす。
- 2022年2月3日、自身がプロデューサーをつとめる、初のブランド “how”（ハウ）が始動[1]。
- 2023年、全編フランス・パリで撮影した、ソロ2nd写真集「28」が、⾃⾝の誕⽣⽇でもある2⽉3⽇に発売。
- 2025年、ファースト写真集「25」から5年。思い出の地NYで撮影を敢行し、30歳という節目にふさわしい一冊になった『Hayate Wada「30」』が、自身の誕生日である2月3日に発売。

## 人物
- 5人組アーティスト「Da-iCE　のパフォーマー。グループ最年少ながら一番長いダンス歴を持つ。
- 愛猫を２匹飼っている （メインクーン/シエル君・ベンガル/エト君）。
- 小学校1年生の頃にダンスをはじめ、芸能界入りは、当時地元で通っていたダンススクールの先生に言われた事がきっかけ。
- 芸能界を目指していたわけではなく、ダンスの先生になりたかったと語る。
その後、先生にすすめられて受けたavex audition 2006に合格。中学1年生から8年間、火木土日は群馬から東京まで2時間かけて通っていたそう。
- 2018年「金曜★ロンドンハーツ」の企画「見た目ビューティーカップ」で女装姿を初披露。登場した瞬間スタジオ中が大歓声、共演した有吉弘行には「ドーピングだよね！」とコメントさせるほどの“反則級”の美しさを見せた。
- 洋服に興味を持ったのは、Da-iCEリーダー工藤大輝の影響が大きいと話している。
- 「グループを結成した当初、洋服が大好きなリーダーに『いろいろ教えてください！』って頼んで、一緒に買い物に行ったりもしました。」とインタビューで明かしている。
- 出身である群馬県への郷土愛が強く、群馬県出身のタレントで結成している「上州鶴の会」のメンバーでもある[2]。

## 出演

### ラジオ
- 「ハヤラジ」（2017年4月-、FM群馬 毎週木曜20：00～20：30）- パーソナリティ

### テレビ
- ポケモンの家あつまる?（2016年4月10日、テレビ東京）
- 究極の男は誰だ!?最強スポーツ男子頂上決戦VIII（2017年5月11日、TBSテレビ）
- トコトン掘り下げ隊!生き物にサンキュー!!（2017年11月22日、TBSテレビ）
- あいつのホンネ～女は知らない男のキモチ～（2018年6月5日・6月12日・6月19日、フジテレビ）
- 金曜★ロンドンハーツ（2018年11月9日、テレビ朝日）
- 痛快TV スカッとジャパン 新ぶりっ子悪女誕生!田中みな実で大論争SP（2018年12月3日、フジテレビ）
- 秘密のケンミンSHOW! 沖縄熱愛!謎のブエノチキン&転勤ドラマ愛知編 第2話（2019年7月25日、日本テレビ）
- 「ダウンタウンDX 初夏の2時間スペシャル」（2021年7月1日、読売テレビ）
- ポツンと一軒家 雪道に悪戦苦闘…到着したのは別の家？家族亡き1人で守る大きな梨畑 （2022年4月10日、朝日放送テレビ）
- 「ケンミンSHOW極×ダウンタウンDX合体SP」（2022年9月29日、日本テレビ）

### テレビドラマ
- アスコーマーチ～明日香工業高校物語（2011年4月24日 - 7月3日、テレビ朝日） - 生徒 役
- M 愛すべき人がいて 第1話・第4話（2020年、テレビ朝日） - 3人組ユニット「OTF」
- 社内マリッジハニー（2020年11月12日、毎日放送）-　松下和彌　役
- 絶対BLになる世界VS絶対BLになりたくない男（2021年3月27日、テレ朝チャンネル1） - 真山 役
- とりあえずカンパイしませんか?（2023年3月2日 - 、テレビ東京）[3]第3話 - 禄(ろく) 役

### 映画
- MIRRORLIAR FILMS Season3「そこにいようとおもう」（2022年）

### WEB
- 音楽×ドラマ 「FHIT MUSIC」（2018年、dTV） - 主演
- 「私の守護神ウラーザくん2」（2018年） - 主演・麗しの王子様系ウラーザくん
- 「配信ボーイ ～ボクがYouTuberになった理由～」（2018年、dTV）- ソーゴ 役
- 「婚外恋愛に似たもの」（2018年、dTV）- 皐月ジルベール 役
- 「恋するメソッド」（2021年、ABEMA）
- 「Droptokyo」(2021年)
- 「60magazine」(2021年)
- 「劇場版『ソードアート・オンライン -プログレッシブ- 星なき夜のアリア』公開決定記念特番」（2021年、ABEMA）
- 「絶対BLになる世界VS絶対BLになりたくない男 2024」（2024年、Lemino） - 真山 役[4]

### 書籍
- 群馬県フリーペーパー「motto」（2018年-）
- 和田颯 1st写真集 「25」（2020年2月3日）
- 「smart」(2020年)
- 「NYLON JAPAN」（2020年）
- 「mini」（2021年）
- 「FINEBOYS」（2021年）
- 和田颯 2ndソロ写真集 「28」（2023年2月3日）
- 「ねことも」2023年8月号(2023年6月16日)
- 「ねこ」No.128 2024 summer(2024年7月12日)
- 和田颯ソロ写真集『Hayate Wada「30」』（2025年2月3日）

### ライブ・イベント

#### ソロイベント
- 和田颯 1st写真集 「25」発売記念イベント（2020年2月8日、HMV＆BOOKS SHIBUYA 7F イベントスペース / 2月9日、HMV&BOOKS SHINSAIBASHI イベントスペース）
- HAYATE (from Da-iCE) × SPINNS SPINNS店舗来店イベント - 新型コロナウイルスによる感染拡大防止のため、開催中止
- 和田颯Zoomトークショー（2020年10月17日）
- SPINNSアメリカ村店VINTAGE&CAFE コラボレーションCAFÉ（2020年2月22日 - 3月8日）
- コラボカフェ限定当選者限定トークショー　（2020年3月22日、SPINNS VINTAGE&CAFÉ）
- 40年以上続くハワイ州公認・表彰を受けたハワイきっての大イベント「まつりインハワイ」（2020年6月12日 、スペシャルコメンテーター）
- ワークショップ En Dance Studio WORKSHOP（2019年2月2日、En群馬太田校）
- ワークショップ En Dance Studio WORKSHOP（2019年2月10日、En渋谷校）
- ダンスワークショップ（2019年2月16日、avex artist academy福岡校）
- 共愛学園前橋国際大学 学園祭「シャロン祭」トークショー（2022年10月16日）

### 作品

#### Wagic Hour Works（WHW）
- Vol.1 - James Bay [Peer Pressure feat. Julia Michaels]
- Vol.2 - TOKYO CRITTERS [MIRROR]
- Vol.3 - Jaypblood (From UWDUCT) [Brainwave]
- Vol.4 - SIRUP [Pool]
- Vol.5 - Da-iCE [ぼくのキセキ]
- Vol.6 - Amine[Spice Girl]
- Vol.7
- Vol.8 - Da-iCE [Yawn]
- Vol.9 - mabanua [Fade Away]